# Tinodes robustus
Tinodes robustus is een schietmot uit de familie Psychomyiidae. De soort komt voor in het Afrotropisch gebied.